# Flagey (Haute-Marne)
Flagey település Franciaországban, Haute-Marne megyében. Lakosainak száma 70 fő (2022. január 1.). Flagey Aprey, Baissey, Brennes, Noidant-le-Rocheux, Orcevaux, Perrogney-les-Fontaines és Villiers-lès-Aprey községekkel határos.

## Népesség
A település népességének változása:
| Lakosok száma | 96   | 79   | 60   | 83   | 86   | 82   | 83   | 77   | 74   | 70   |
|               | 1968 | 1982 | 1990 | 2006 | 2013 | 2015 | 2017 | 2019 | 2020 | 2022 |